# Oktawian August
Gaius Octavius Thurinus (Gajusz Oktawiusz Turyn, po adopcji Gaius Iulius Caesar Octavianus Gajusz Juliusz Cezar Oktawian; ur. 23 września 63 p.n.e. w Rzymie, zm. 19 sierpnia 14 n.e. w Noli) – pierwszy cesarz rzymski. Panował od 16 stycznia 27 roku p.n.e. do śmierci jako Imperator Caesar Augustus. Po śmierci zaliczony został w poczet bogów jako „Divus Augustus”. Syn Gajusza Oktawiusza i Atii Starszej, wnuk siostry Juliusza Cezara i jego adoptowany testamentem syn.

## Pochodzenie
Ród Oktawiuszów wywodził się z Velitrae, położonego w Lacjum miasta Wolsków. Do senatu wprowadził ich Tarkwiniusz Stary, a do patrycjatu Serwiusz Tuliusz. Sam Oktawian twierdził, że pochodzi ze starego i zamożnego rodu ekwitów, a pierwszym senatorem był dopiero jego ojciec. Marek Antoniusz twierdził, że pradziadek Oktawiana był wyzwoleńcem z Thurium i trudnił się powroźnictwem.
Gajusz Oktawiusz urodził się w Rzymie, za konsulatu Marka Tuliusza Cycerona i Gajusza Antoniusza w dziewiątym dniu przed kalendami października, na krótko przed wschodem słońca. Przydomek Thurinus nadano mu jeszcze w niemowlęctwie, być może w nawiązaniu do miejsca pochodzenia przodków, chociaż popularna była również wersja o zwycięskiej walce ze zbiegłymi niewolnikami, jaką miał w okolicach Thurium stoczyć tuż po jego urodzeniu ojciec Oktawiana. Jego babką ze strony matki była Julia, siostra Cezara. Urodził się w znaku Wagi, ale ze względów politycznych na zodiakalnego opiekuna wybrał Koziorożca.
Ojca utracił, gdy miał cztery lata. Jako 12-latek wygłosił mowę nad grobem babki, a w cztery lata później przywdział togę męską i został hojnie obdarowany łupami wojennymi podczas triumfu Cezara nad Afryką. Gdy ten ostatni wyruszył w roku 45 p.n.e. do Hiszpanii przeciw synom Pompejusza, Oktawian − choć jeszcze słaby po przebytej chorobie − wyruszył za nim, czym zdobył sobie zaufanie dyktatora.
Gdy dowiedział się o śmierci Cezara i wyznaczeniu jego na spadkobiercę, długo wahał się, co robić, na koniec jednak udał się do pretora rzymskiego Gajusza Antoniusza i oznajmił, że dziedzictwo przyjmuje.

## Walka o władzę po śmierci Cezara
Po zabójstwie Cezara (15 marca 44 roku p.n.e.) Marek Juniusz Brutus i Gajusz Kasjusz Longinus, którzy nie mieli żadnego planu działania, zajęli Kapitol, ale wkrótce − wobec postawy Marka Antoniusza, ludu i weteranów − opuścili Rzym udając się na Wschód, gdzie mieli objąć namiestnictwa prowincji. W tym samym celu Decymus Juniusz Brutus wyjechał do Galii Przedalpejskiej. Marek Antoniusz ruszył za nim i zaczął oblegać Mutinę, by „odzyskać swoją” prowincję. Na scenie pojawił się także Oktawian, który także zaczął werbować weteranów Cezara. Wspierał go Cyceron wygłaszając płomienne mowy przeciwko Antoniuszowi, tzw. filipiki (na wzór mów Demostenesa przeciw Filipowi II). Marek Antoniusz został pokonany przez wojska konsulów w roku 43 p.n.e., ale obaj pod koniec kwietnia tego samego roku ponieśli śmierć i widmo wojny domowej stało się znów realne. Oktawian wchodząc siłą do Rzymu przeforsował swój wybór na konsula, następnie ruszył na północ, bowiem Marek Antoniusz i Marek Emiliusz Lepidus (namiestnik Galii Narbońskiej) przekroczyli Alpy i znaleźli się w Italii. Oktawian zastąpił im drogę pod Bononią, gdzie − pod presją żołnierzy obu stron − zawiązali drugi triumwirat. Różnica pomiędzy pierwszym triumwiratem a drugim polegała na akceptacji przymierza Oktawiana przez senat. By pozbyć się przeciwników ogłoszono listę proskrybowanych, na której znalazło się 300 senatorów (między innymi Cyceron) i 2000 ekwitów.
W roku 42 p.n.e. Oktawian i Antoniusz pokonali zabójców Cezara w dwudniowej bitwie pod Filippi (pokonani wodzowie popełnili samobójstwo). Od tej pory droga do kariery politycznej i władzy była otwarta.

## Umacnianie pozycji politycznej
W roku 40 p.n.e. w Brundisium doszło do podziału imperium rzymskiego na trzy części. Oktawian dostał prowincje zachodnie i Italię, Marek Antoniusz prowincje wschodnie, a Marek Emiliusz Lepidus Afrykę. Głównym zadaniem Oktawiana stały się nadania ziemi dla weteranów w Italii, co oznaczało konieczność wywłaszczenia 18 italskich miast. Wywłaszczeni, mimo obietnicy odszkodowań ze skarbu państwa, głośno protestowali, podjudzani przez najbliższą rodzinę Antoniusza. Wybuchła nowa wojna domowa zwana peruzyńską, bowiem główne jej działania to oblężenie miasta Peruzja. Wygłodzona Peruzja ostatecznie skapitulowała, Oktawian wydał swoim żołnierzom miasto, które prawie doszczętnie spłonęło. W tym samym roku w Rzymie wybuchły rozruchy, bowiem Sekstus Pompejusz, który kilka lat wcześniej opanował Sycylię, Sardynię i Korsykę, odciął dostawy zboża z Afryki.
W 37 roku p.n.e., podczas spotkania w Tarencie, Antoniusz i Oktawian postanowili przedłużyć triumwirat na kolejne pięć lat. Zgodnie z ich wolą królem Judei został Herod Wielki, mianowany przez senat trzy lata wcześniej.
W roku 36 p.n.e. wojska Oktawiana pod dowództwem Marka Agrypy pokonały Sekstusa Pompejusza. W tym samym roku Oktawian odebrał Lepidusowi Afrykę i wykluczył go z triumwiratu, ale pozwolił zachować tytuł najwyższego kapłana.

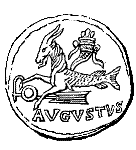
Znak Augusta – Koziorożec na jego denarze z 18-16 p.n.e.

Marek Antoniusz rozwiódł się z siostrą Oktawiana Oktawią i poślubił królową Egiptu Kleopatrę. Od tej pory drogi triumwirów ostatecznie rozeszły się.
Oktawian przekonał westalki do wydania mu testamentu Antoniusza, z którego wynikało, że zapisał on niektóre wschodnie prowincje rzymskie dzieciom swoim i Kleopatry, a także Cezarionowi, synowi Kleopatry i Juliusza Cezara. Doprowadziło to do wybuchu wojny. W 31 roku p.n.e. doszło do bitwy morskiej pod Akcjum. Siłami Oktawiana kierował Marek Agryppa. Zwyciężył Oktawian, Antoniusz i Kleopatra uciekli do Aleksandrii, gdzie w krótkich odstępach czasu popełnili samobójstwo. Oktawian kazał zamordować Cezariona, a dzieci Antoniusza i Kleopatry oddał pod opiekę Oktawii. W roku 30 p.n.e. Egipt stał się prowincją rzymską, a Oktawian uzyskał władzę dyktatorską nad całym imperium i odbył (w sierpniu 29 roku p.n.e.) potrójny triumf.

## JedynowładztwoOktawiana Augusta

### Reformy Oktawiana
Po zwycięstwie Oktawian stał się jedynym imperatorem. W roku 29 p.n.e. wprowadził nowy cenzus polityczny, na mocy którego w Senacie zasiadali wyłącznie jego stronnicy; on sam stał się princeps senatus. 16 stycznia 27 roku p.n.e. Senat rzymski przyznał mu, na wniosek Plankusa, tytuł Augusta. W ten sposób Oktawian stał się pierwszym cesarzem rzymskim, jakkolwiek przy zachowaniu wszelkich pozorów ciągłości ustroju republikańskiego (np. sprawował wielokrotnie urząd konsula (w latach 31-23 p.n.e.). Używał oficjalnej tytulatury Imperator Caesar Divi filius Augustus. August sprawował pełnię władzy, skupiając w swych rękach kilka różnych urzędów oraz rozmaite kompetencje nadzwyczajne, nadane dożywotnio przez Senat. Jego rządy były rodzajem dyktatury wojskowej pod pozorem utrzymania republiki. Obdarzony władzą przez senat i wojsko, mógł prezentować się jako elekt społeczeństwa rzymskiego.
Oktawian podzielił prowincje na senatorskie i cesarskie:
- senatorskie: prowincje wewnętrzne, zespolone z Rzymem – np. Azja i Afryka, nie stacjonowało w nich wojsko (tylko jeden legion w Afryce), zarządzane były przez prokonsulów i propretorów
- cesarskie: niedawno zdobyte (np. Galia) wymagające stałej armii, zarządzane przez legati pro praetore – legatów oraz prokuratorów (w mniejszych prowincjach).

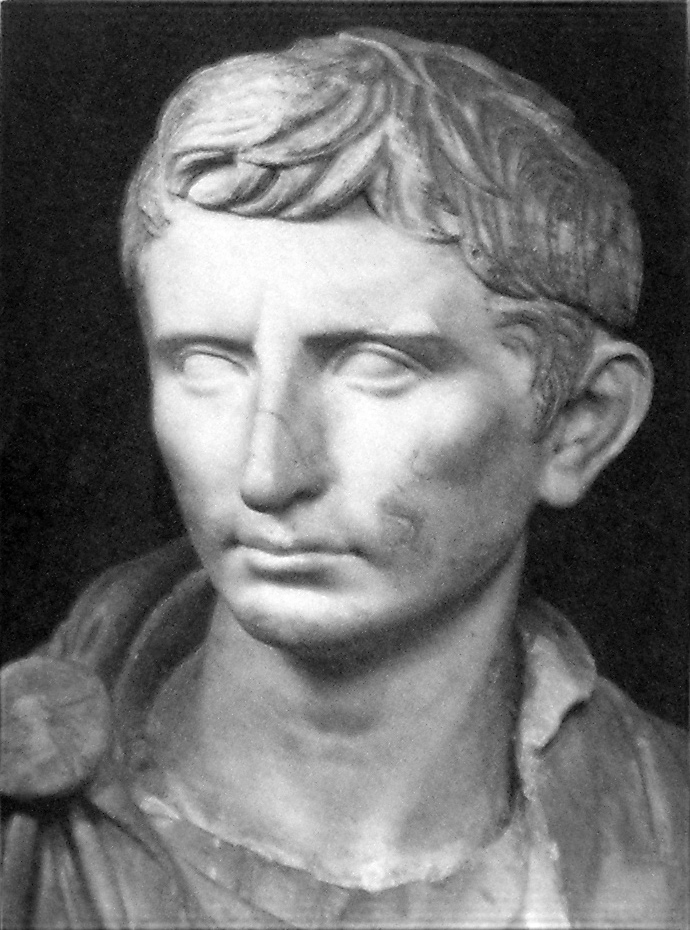
Posąg młodego Oktawiana, datowany na 30 rok p.n.e.

Ściągał jednak podatki także z prowincji cesarskich. Od roku 23 p.n.e. miał władzę wojskową nad wszystkimi prowincjami i całą armią (imperium proconsulare).
23 czerwca 23 roku p.n.e. otrzymał także władzę cywilną cenzora i trybuna ludowego, która gwarantowała mu nietykalność, czyli tribunicia potestas. 6 marca 12 roku p.n.e. został wybrany najwyższym kapłanem (Pontifex Maximus) po śmierci dotychczasowego piastuna tej godności, Lepidusa. Był to dożywotni urząd najwyższego zwierzchnika rzymskich kultów religijnych. Dnia 5 lutego 2 p.n.e. August przyjął na prośbę senatu i ludu rzymskiego tytuł Pater Patriae – Ojciec Ojczyzny. 1 sierpnia tego samego roku uroczyście otworzył świątynię Marsa Ultora, której zbudowanie ślubował przed czterdziestu laty, na polu bitwy pod Filippi.
- Reforma armii:
  - Legiony – wojsko zawodowe (20 lat służby), liczące pod koniec życia Augusta 150 tysięcy żołnierzy, ze stałym wyposażeniem weteranów, do którego rzadko byli wcielani ludzie z prowincji.
  - Auxilia – wojska z prowincji, oddziały posiłkowe, głównie oparte na jeździe. Żołnierze po odbyciu służby otrzymywali obywatelstwo rzymskie. Oficerami byli ekwici.
  - Pretorianie – gwardia cesarska z praefecti praetorio jako dowódcy (wyłącznie ekwici), którzy zajmowali najwyższe po cesarzu miejsce w państwie.
  - Cohortes urbanae – kohorty miejskie, paramilitarne oddziały o charakterze policji miejskiej w Rzymie, na czele których stał prefekt miasta (praefectus urbi)
- Reforma finansowa poprzez utworzenie funduszy celowych, takich jak:
  - Aerarium – skarbiec senacki
  - Aerarium militare – skarbiec wojskowy
  - Patrimonium Caesaris – majątek prywatny cesarza

Ponadto zastąpiono dziesięcinę bezpośrednim opodatkowaniem pieniężnym – stipendium.
- usunięcie Zgromadzenia Ludowego

Oktawian powiększył państwo o nowe prowincje: Egipt, Panonię i Dalmację-Illyricum. Nie miał potomka męskiego. Na następcę wybrał Tyberiusza, syna swojej trzeciej żony Liwii, którego adoptował. Wybudował Mauzoleum Augusta – mauzoleum dynastii Julijsko-klaudyjskiej.
Po jego śmierci zapanował przez dwa wieki Pax Romana – pokój rzymski.

### Imperium Rzymskie za Augusta

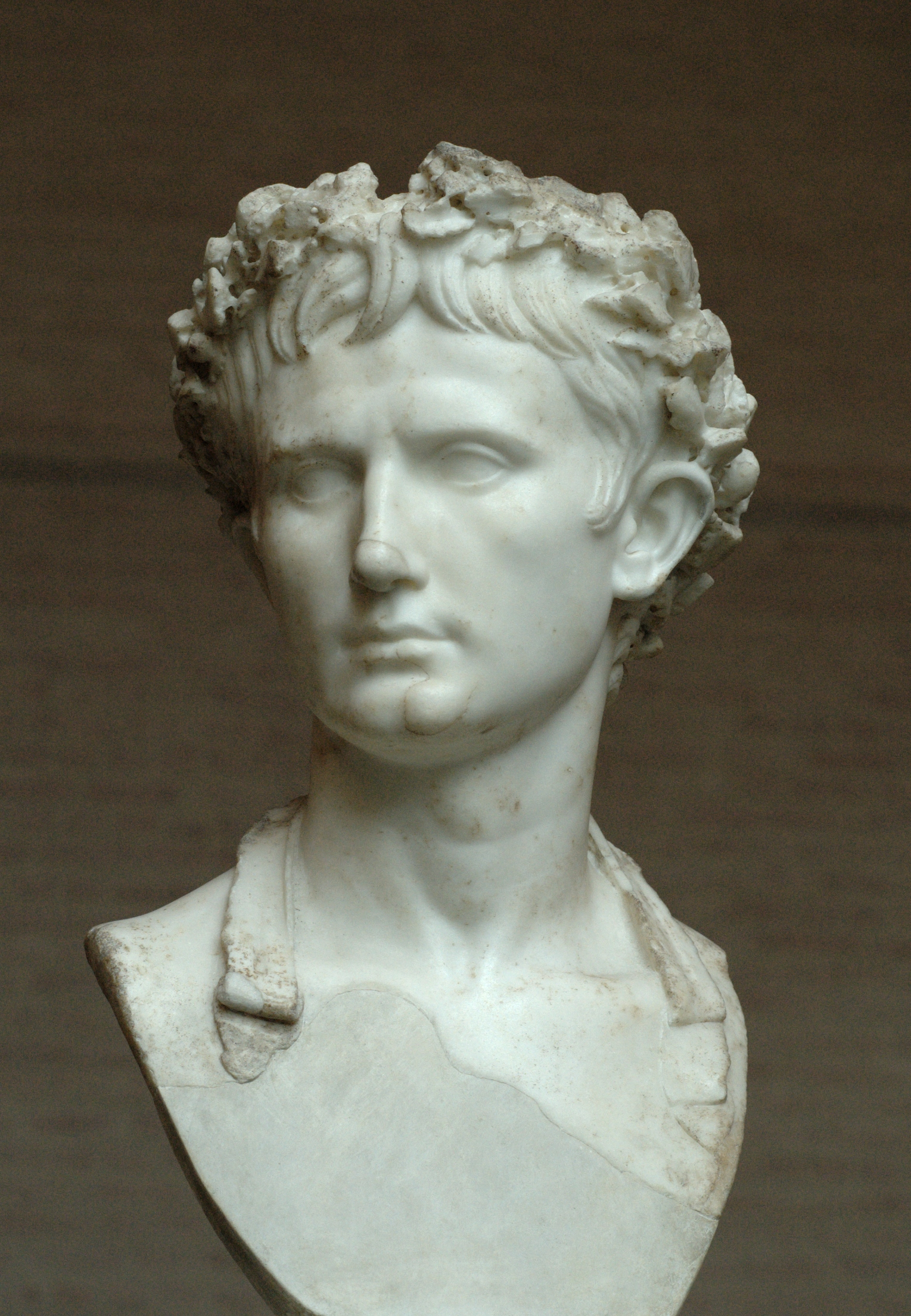
Popiersie Augusta, noszącego Corona civica. (Gliptoteka monachijska)

Okres panowania Oktawiana jest określany często mianem pax Romana. Panuje ogólny pogląd, że był to okres względnego spokoju, pozbawiony walk. Tak naprawdę jednak na terenach przygranicznych bez przerwy toczono walki i to na każdym krańcu rozległego imperium.
Po Bitwie pod Akcjum Egipt został uznany za królestwo osobiste Augusta. Było ono rządzone przez namiestników – Korneliusza Gallusa, Eliusza Gallusa i Gajusza Petroniusza.
W samej Afryce do walk nie dochodziło, jedynie Juba II (stojący na czele Mauretanii (dzisiejsze Maroko) był wasalem Rzymu.
W Hiszpanii toczono nieudane walki z Asturiami i Kantabrami, w tym celu przekupiono także ich wodza, Korokotta. W latach 26–24 p.n.e. August toczył z tymi plemionami iberyjskimi wojnę, lecz w końcu rozbił je doszczętnie Agryppa.
W Galii Druzus podbił w latach 12-9 p.n.e. tereny aż do rzeki Łaby, jednak wkrótce zmarł po upadku z konia.
W 15 p.n.e. utworzono w dzisiejszych południowych Niemczech i Austrii Noricum i Recję. Następnie tereny te podbijał Tyberiusz, jednak wybuchło powstanie iliro-panońskie. Po jego stłumieniu władzę w Germanii zachodniej miał Warus, który wpadł w zasadzkę w 9 r. Jego legiony zostały doszczętnie rozbite, on sam popełnił samobójstwo i w konsekwencji Rzym musiał z terenów nadłabskich zrezygnować.
W walkach o Mezję (dzisiejszą Serbię i Bułgarię) odznaczył się Krassus, wnuk byłego triumwira, zachodnią jej część przyłączając do imperium, wschodnią do Tracji, będącej wasalem Rzymu do roku 46. Zdobyto Dalmację i Panonię.
W Azji Mniejszej podbił środkową Galację, Kapadocja stała się wasalem, Armenia częściowo była uzależniona.
Do Rzymu należała Cylicja i Syria. Palestyna była początkowo wasalem pod władzą Heroda Wielkiego, później z jej części utworzono prowincję rzymską Judeę a na pozostałym obszarze utrzymano dwie zależne od Rzymu tetrarchie. „Krwawa granica” przebiegała z Partami.

### Rola społeczności rzymskiej i urzędów w dobie panowania Augusta
- Senat:

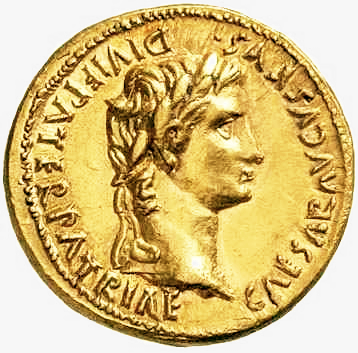
Aureus z podobizną Augusta

Był to najwyższy organ ustawodawczy i sądowniczy (wobec innych senatorów) liczący 600 osób. Do stanu senatorskiego zaliczano dziedzicznie całą rodzinę senatora, jednak obowiązywała ich granica cenzusu majątkowego wynosząca milion sestercji. Senat miał prawo bicia miedzianej monety, a zarządcy prowincji otrzymywali pensję za swoją funkcję. August jednak nie ufał senatorom, zabronił im opuszczać bez jego zgody Italię, a na posiedzenia przychodził w zbroi.
- Ekwici:

August ufał im bardziej niż senatorom, gdyż nie byli oni związani z dawnym ustrojem republikańskim. Umożliwił im awans na urząd senatora lecz ich także obowiązywała granica cenzusu majątkowego wynosząca 400 000 sesterców. Z ekwitów wywodzili się głównie urzędnicy, prokuratorowie i prefekci.
- Plebejusze:

August był wobec nich nieufny. Organizował dla nich igrzyska i zwiększył rozdawnictwo zboża do 200 000 mieszkańców. Umocnił pozycję wielkich właścicieli ziemskich kosztem uboższych rolników i wskutek wyzysku pracy niewolników – był to jeden z pierwszych etapów powstawania latyfundiów.
- Italikowie:

Stopniowo dopuszczani do urzędu ekwickiego, a nawet senatorskiego. Zaprzestano konfiskaty ziemi dla weteranów.
- Ludność prowincji:

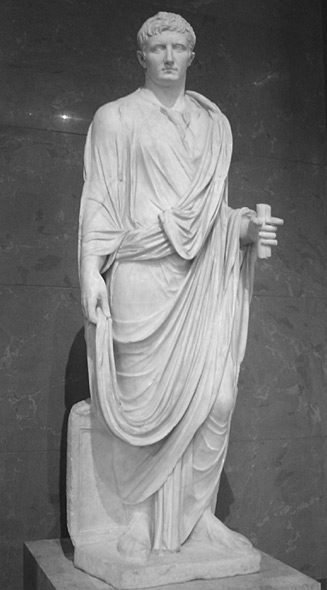
August jako urzędnik. (Luwr, Paryż)

August ograniczył nadawanie obywatelstwa rzymskiego i zahamował proces awansu politycznego arystokracji prowincjonalnej. Utrzymał jednak proces „racjonalnego wyzysku”, a nie rabunkowej polityki, jak miało to miejsce w okresie republiki. Ludność prowincjonalną podzielono na dwie grupy:
- - Wolną – tzw. peregrini – byli to głównie mieszkańcy miast greckich,
  - Zależną – tzw. dediticii.
- Konsulowie:

Ograniczono ich rolę do przewodnictwa w Senacie. Dalej było ich dwóch, często się zmieniali.
- Pretorzy:

Dodano im obowiązek organizowania igrzysk, co wcześniej było zarezerwowane dla edylów.
- Edylowie:

Ograniczono ich rolę w państwie.
- Kwestorzy:

Mieli swoją dotychczasową władzę skarbową, ale tylko wobec skarbu senackiego.
- Trybunowie:

Nie mieli inicjatywy ustawodawczej, ale pozostawiono im możliwość obrony ludu i składania veta.
- Sądy:

Istniały stałe komisje karne, z sędziami wybieranymi ze wszystkich stanów, jednak władzę sądowniczą obok komisji przysięgłych miał też Senat i cesarz.

### Przemiany kulturalne za Oktawiana
Okres panowania Oktawiana uznawany jest za złoty wiek literatury rzymskiej. Tworzyli wówczas m.in. Horacy i Wergiliusz – ten ostatni otrzymał od Oktawiana Augusta zlecenie na napisanie narodowego eposu dla Rzymian, który legitymizowałby władzę Oktawiana i jednoczył lud wokół tradycyjnych wierzeń i historii legendarnej. Tak powstała Eneida.
Oktawian w czasie swego panowania doprowadził do umocnienia roli rodziny w państwie. Karano senatorów i ekwitów za bezżeństwo i bezdzietność odebraniem prawa dziedziczenia. Rodzinom wielodzietnym nadawano liczne przywileje. Dodatkowo wprowadzono ustawy przeciwko cudzołóstwu, rozpuście i zbytkowi.
Odbudował świątynie, wzniósł sanktuaria bóstw „opiekunów rodu julijskiego” i jego samego, m.in. Wenus Rodzicielki na Forum Juliusza, Marsa Mściciela na Forum Augusta, Victorii, Apollo w Palatynie (którego uważał za osobistego opiekuna, zwłaszcza po Bitwie pod Akcjum), Romulusa – założyciela Rzymu oraz Eneasza, praprzodka Juliuszów. Usunięto natomiast bóstwa wschodnie i zakazano ich kultu.

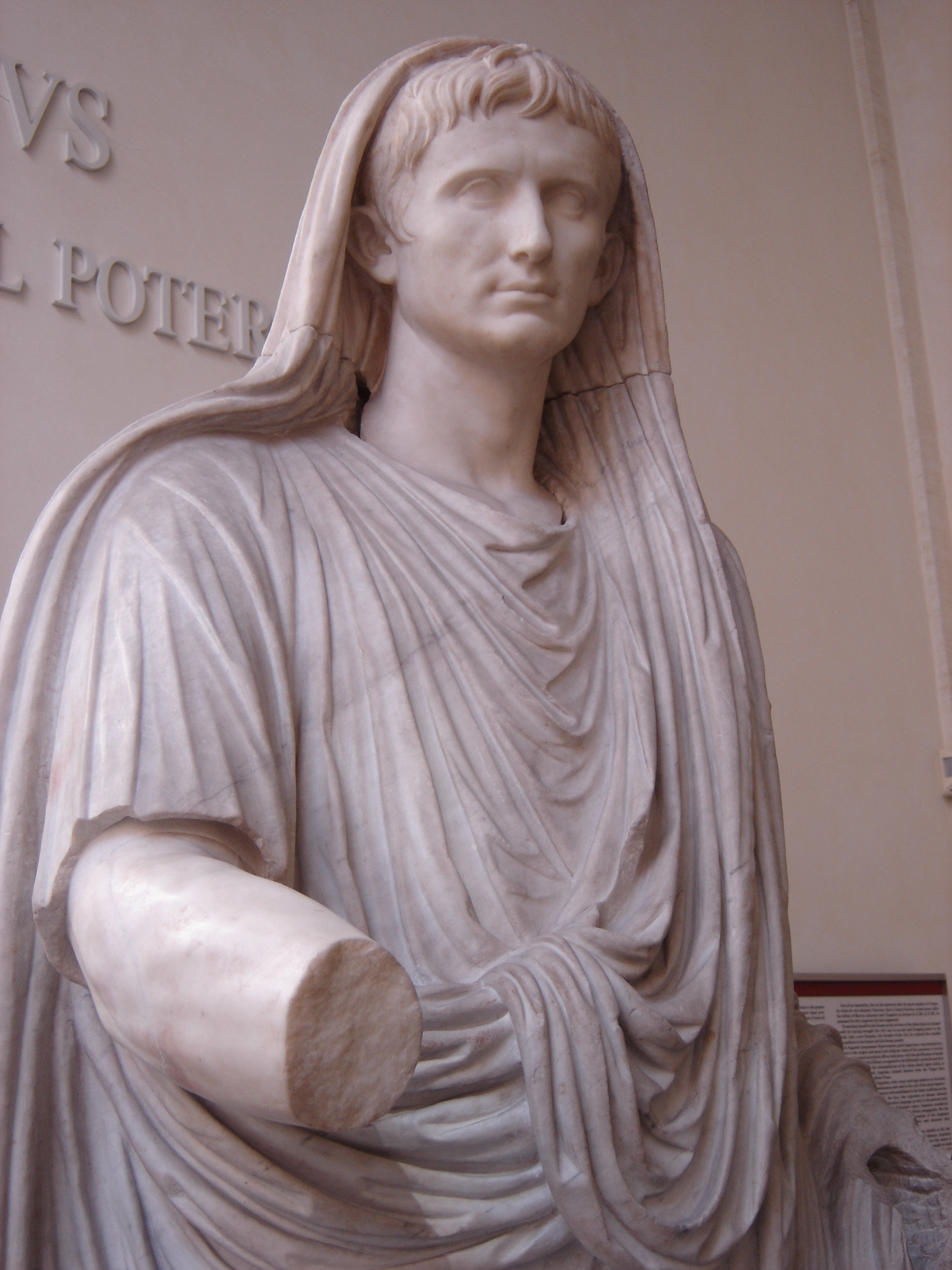
August jako Pontifex Maximus

Samego Oktawiana uznano za syna boga Cezara, tzw. divi filius. Czczono „genius augusta”, czyli jego boską cząstkę, zwłaszcza w kapliczkach na skrzyżowaniach ulic, obok larów. Na Wschodzie Imperium Rzymskiego występował jeszcze bardziej wyraźny kult jego osoby. Wzniesiono świątynie Romy i Augusta w Pergamonie. Jego kult występował także w Bitynii, Galacji i Smyrnie, jednak częściej składano ofiary w jego intencji (pro salute).
Już po śmierci, która nastąpiła w roku 14, został uznany przez Senat za boga. Liwia Druzylla została jego kapłanką, a Germanik flamen divi Augusti. Powołano 21 senatorów do Sodales Augustii, którego zadaniem było nadzorowanie nowego kultu.
Zgodnie z jego wolą Liwia otrzymała tytuł augusty i od tego czasu była nazywana Julią Augustą.

### Spiski przeciwko Augustowi
Podczas rządów Augusta zawiązywano wielokrotnie spiski na życie cesarza. Pierwszy zorganizował Faniusz Cepion. Kolejny zorganizowany przez Pompejusza w 23 roku p.n.e., w którym brali udział wpływowi senatorowie, wraz z konsulem Warronem. Sprzysiężenie upadło dzięki udaremnieniu go przez Mecenasa. Spiskowców ukarano śmiercią. Kolejny zamach na cesarza zorganizowano podczas jego pobytu na Wschodzie w roku 19 p.n.e. Na jego czele stał Egnacjusz Rufus, który prawdopodobnie z osobistych animozji do cesarza chciał pozbawić go życia. Najbardziej niebezpieczny zamach miał miejsce w 2 roku p.n.e. W spisku brali udział wysocy urzędnicy, senatorowie i przedstawiciele wybitnych rodów arystokratycznych. Wiele wskazuje na to, że w nieudany zamach stanu wmieszana była również córka władcy, Julia. Część spiskowców skazano na śmierć, innych na dożywotnie zesłanie. Kolejny zamach zorganizował w 4 roku n.e. Korneliusz Cynna, wnuk Pompejusza Wielkiego. Cynna uniknął kary dzięki wstawiennictwu żony Augusta, Liwii oraz Tyberiusza, który w tym czasie został wyznaczony na następcę Augusta. Ostatnim zorganizowanym zamachem na życie cesarza był spisek Emiliusza Paulusa i Plaucjusza Rufusa. Spiskowcy zostali skazani na wygnanie.

### Przedstawienia Oktawiana Augusta w sztuce
Znane są liczne przedstawienia posągowe Oktawiana Augusta, choć wątpliwości budzi to, czy są one w istocie portretami, czy raczej idealizowanymi sylwetkami. W drugim przypadku należałoby przyjąć, że duża część z nich nie przedstawia w rzeczywistości Oktawiana Augusta. Rzeźby Oktawiana różniły się w zależności od regionu – w Egipcie tworzono je na miejscową modłę, w Rzymie natomiast cesarz podkreślał szczególnie swoją rolę jako najwyższego kapłana. August prezentował się także jako głowa państwa i senator. Tego rodzaju posągi ukazywały go w todze z purpurowym szlakiem.
Najbardziej typowym przedstawieniem Augusta jest posąg odnaleziony w ruinach willi cesarzowej Liwii w Prima Porta. Rzeźba ta przedstawia Augusta w zdobionej zbroi, z gołymi stopami (atrybut boskości).

## Twórczość literacka
W młodości otrzymał gruntowne wykształcenie filozoficzne, retoryczne i literackie. Karierę mówcy rozpoczął w 12 roku życia wygłaszając na pogrzebie swojej babki Julii mowę na cześć zmarłej. W jego dorobku literackim znajdowało się:
- co najmniej kilkanaście mów, w tym kilka pogrzebowych;
- pismo filozoficzne Zachęta do filozofii (Hortationes ad philosophiam);
- pismo polemiczne Odpowiedź dla Brutusa o Katonie (Rescripta Bruto de Catone);
- biografia Druzusa (Drusi vita);

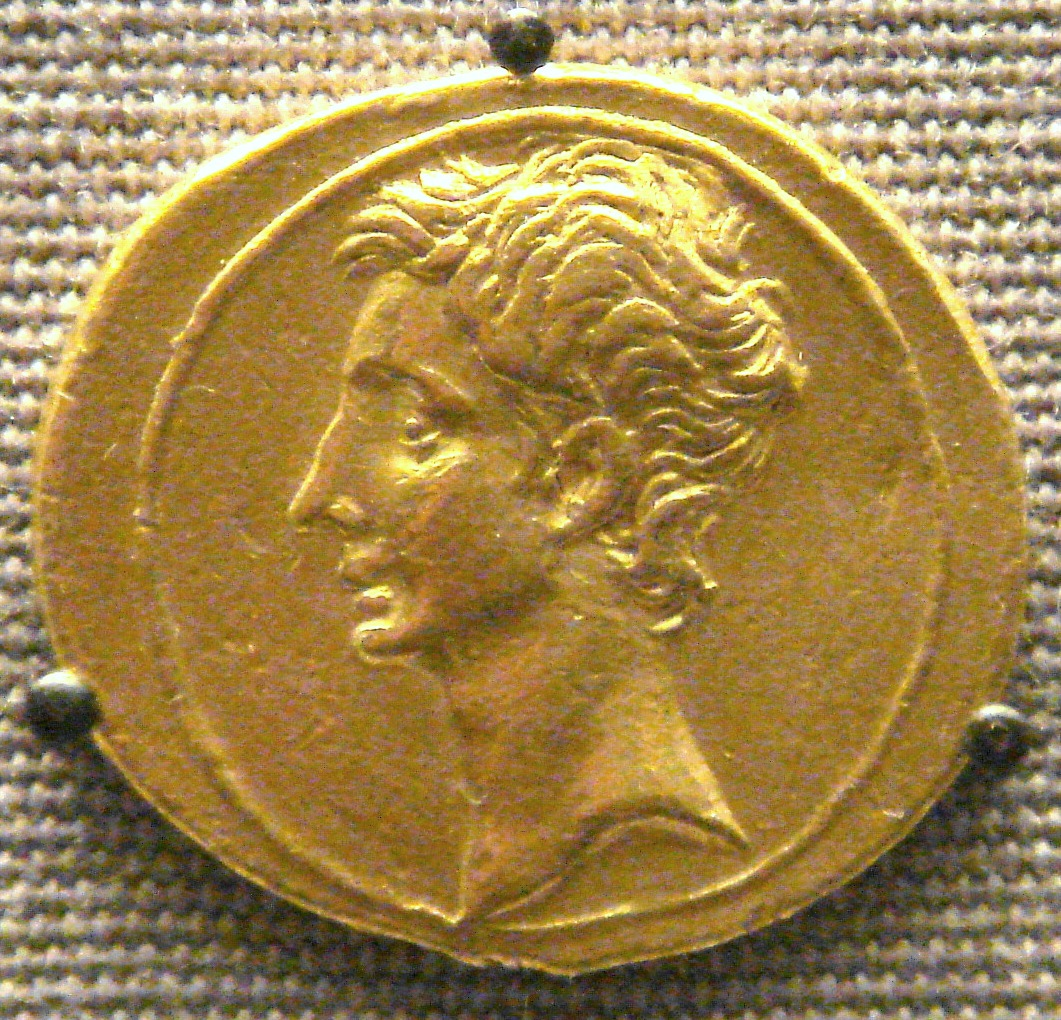
Aureus z podobizną Augusta

- zbiory listów do rodziny, przyjaciół, senatu, miast;
- kilkadziesiąt edyktów cesarskich;
- 13 ksiąg pamiętników zatytułowanych Commentarii de vita sua;
- sprawozdanie o stanie państwa (Breviarium totius imperii);
- skrócony wykaz własnych dokonań (Index rerum a se gestarum), znany też jako „Dokonania boskiego Augusta” (Res gestae divi Augusti);
- zbiór okolicznościowych fraszek;
- poemat heksametryczny pt. „Sycylia” (Sicilia);
- tragedia pt. „Ajas” (Aiax).

Prawie nic z tego nie zachowało się do naszych czasów, znamy jedynie garść fragmentów, zwłaszcza korespondencji i pamiętników.
Z twórczości Augusta wymienionej powyżej zachowało się w całości tylko jedno pismo, za to niemal w oryginale. Jest to Index rerum a se gestarum, którego tekst (wraz z greckim przekładem) odnaleziono wyryty na zewnętrznej ścianie świątyni Augusta i Romy w Ancyrze (obecnie Ankara). Jest on znany szerzej jako tak zwane Monumentum Ancyranum.
Co do tragedii „Ajas”, jej losy znamy dzięki przekazanemu przez Swetoniusza bon motowi Augusta. Jak wiadomo, bohater grecki imieniem Ajas zakończył życie rzucając się na własny miecz; z drugiej natomiast strony używanych w starożytności kart papirusowych nie dawało się podrzeć, gdyż były zbyt mocne, nieudane teksty zmywano więc z nich mokrą gąbką. Wiadomo było, że August rozpoczął z wielkim zapałem pracę nad tragedią, więc po jakimś czasie ktoś z przyjaciół zapytał, co porabia Ajas. Na to August: „Mój Ajas rzucił się na gąbkę”.
Z Oktawianem wiąże się także pochodzenie kilku sentencji aforyzmów. Według tradycji władca na łożu śmierci miał użyć zwrotu, którym rzymscy aktorzy kończyli przedstawienia: acta est fabula (sztuka odegrana). Według innych źródeł jego ostatnie słowa to: Plaudite cives, comoedia finita est (klaszczcie obywatele, komedia skończona).

## Wywód przodków

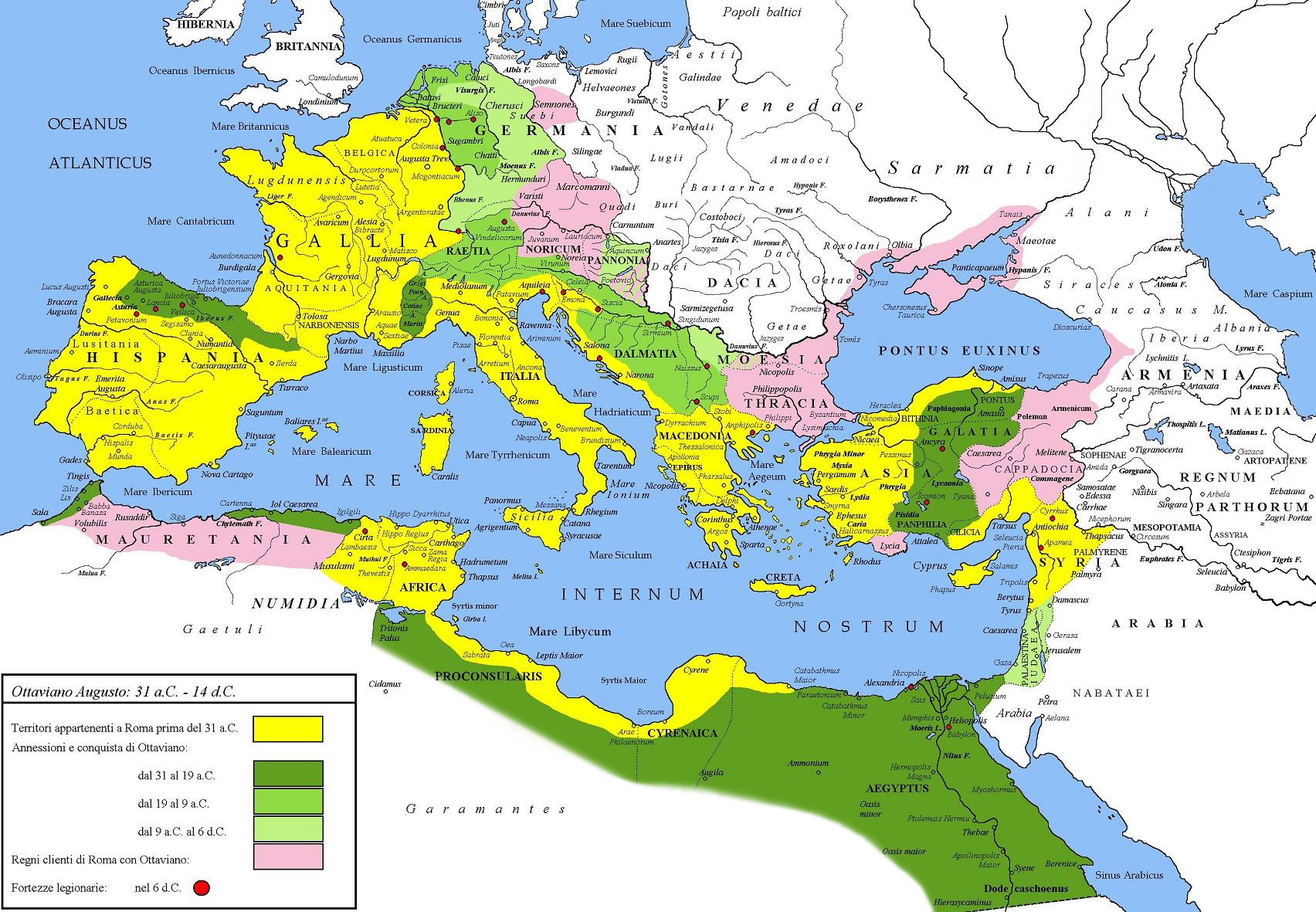
Zasięg imperium rzymskiego za panowania Augusta. Żółty kolor oznacza tereny imperium w roku 31 p.n.e. Poszczególne kolory zielone pokazują zdobyte tereny przez Augusta, kolor różowy to tereny zależne, przyłączone w późniejszych latach.

| 4. Gajusz Oktawiusz    |  |                     |  |  |                    |
|                        |  | 2. Gajusz Oktawiusz |  |  |                    |
| 5. NN                  |  |                     |  |  |                    |
|                        |  |                     |  |  | 1. Oktawian August |
| 6. Marek Atiusz Balbus |  |                     |  |  |                    |
|                        |  | 3. Atia Starsza     |  |  |                    |
| 7. Julia               |  |                     |  |  |                    |
|                        |  |                     |  |  |                    |

## Małżeństwa i dzieci
- 1x: Klodia Pulchra (Clodia Pulchra, córka Klodiusza i Fulwii, od 43 p.n.e. do rozwodu w 41 p.n.e.)
- 2x: Skrybonia (Scribonia, od 40 p.n.e.)
  - Julia
- 3x: Liwia Druzylla (Livia Drusilla, od 39 p.n.e.)

### Opracowania
- Klaus Bringmann: Historia Republiki Rzymskiej: Od początków do czasów Augusta. Wydawnictwo Poznańskie, 2010. ISBN 978-83-7177-700-4. Brak numerów stron w książce
- Maria Jaczynowska: Studia z dziejów antycznego Rzymu. Uniwersytet Mikołaja Kopernika. ISBN 83-231-1518-4. Brak numerów stron w książce
- Maria Jaczynowska, Marcin Pawlak: Starożytny Rzym. TRIO, 2011. ISBN 978-83-743-6264-1. Brak numerów stron w książce
- Maria Jaczynowska, Danuta Musiał, Marek Stępień: Historia Starożytna. TRIO, 2010. ISBN 978-83-743-6221-4. Brak numerów stron w książce
- Aleksander Krawczuk: Cesarz August. Wrocław: 1973. Brak numerów stron w książce
- Aleksander Krawczuk: Kronika starożytnego Rzymu. Warszawa: Iskry, 1986. ISBN 83-207-1432-X.
- Pat Southern: Oktawian August. Warszawa: Państwowy Instytut Wydawniczy, 2003. ISBN 83-06-02912-7. Brak numerów stron w książce
- Colin Wells: Cesarstwo rzymskie. Warszawa: Prószyński i S-ka, 2005. Brak numerów stron w książce
- Józef Wolski: Historia powszechna: Starożytność. Warszawa: Państwowe Wydawnictwo Naukowe, 1971.